# Fernando Vérgez
Fernando Vérgez Alzaga (Salamanca, 1 de marzo de 1945) es un sacerdote religioso español de la Congregación de los Legionarios de Cristo, cardenal de la Iglesia católica, quien fue presidente de la Gobernación del Estado de la Ciudad del Vaticano y presidente de la Comisión Pontificia para el Estado de la Ciudad del Vaticano desde el 1 de octubre de 2021 al 1 de marzo de 2025.

## Biografía
Nació el 1 de marzo de 1945 en Salamanca, España. Es sacerdote religioso de Congregación de los Legionarios de Cristo. 

### Formación y ministerio sacerdotal
Tras cursar sus estudios primarios y secundarios, decidió ingresar a la Congregación de los Legionarios de Cristo. Hizo su profesión religiosa solemne el 25 de diciembre de 1965, a la edad de veinte años. 
Una vez finalizado sus primeros años de formación, fue ordenado diácono el 15 de septiembre de 1969, en Monticchio di Massa Lubrense, por Mons. Raffaele Pellecchia, arzobispo titular de Arpi y coadjutor de Sorrento. El 26 de noviembre siguiente fue ordenado sacerdote, en la Basílica de Nuestra Señora de Guadalupe y San Felipe de Roma, por imposición de manos del cardenal Ildebrando Antoniutti, prefecto de la Congregación para los Religiosos y los Institutos Seculares; con él se ordenaron, entre otros, el también legionario y futuro obispo mons. Brian Farrell.
Poco después se trasladó a Roma, donde asistió a la Pontificia Universidad Gregoriana, obteniendo primero la licenciatura en Filosofía y después la licenciatura en Teología; a continuación ingresó al curso de archivística de la escuela del Archivo Secreto Vaticano, obteniendo un diploma.
El 1 de agosto de 1972 entró al servicio de la Curia romana como funcionario de la Congregación para los Religiosos y los Institutos Seculares, y a finales de 1975, el nuevo prefecto del dicasterio, el arzobispo y futuro beato cardenal Eduardo Pironio, lo eligió secretario particular. En abril de 1984, cuando el cardenal argentino fue trasladado al cargo de presidente del Consejo Pontificio para los Laicos, el padre Vérgez Alzaga también le siguió y sirvió allí como ayudante de estudio durante 20 años; al mismo tiempo, siguió siendo secretario del beato cardenal Pironio hasta su muerte, el 5 de febrero de 1998. 
El 22 de mayo de 2004, el Papa Juan Pablo II le nombró, a la edad de cincuenta y nueve años, jefe de oficina en la sección ordinaria de la Administración del Patrimonio de la Sede Apostólica, y desde el mes de junio siguiente pasó a ser también director general de la Oficina de Internet dentro del mismo organismo.
El 1 de febrero de 2008 el papa Benedicto XVI lo nombró, con 62 años, Director de Telecomunicaciones del Estado de la Ciudad del Vaticano; el 6 de febrero de 2013 lo confirmó para un nuevo mandato de cinco años.
El 30 de agosto de 2013 el papa Francisco lo nombró, a la edad de sesenta y ocho años, Secretario General de la Gobernación del Estado de la Ciudad del Vaticano; sucedió a Giuseppe Sciacca, que fue nombrado Secretario Adjunto del Supremo Tribunal de la Signatura Apostólica el 24 de agosto anterior.

### Ministerio episcopal y cardenalato

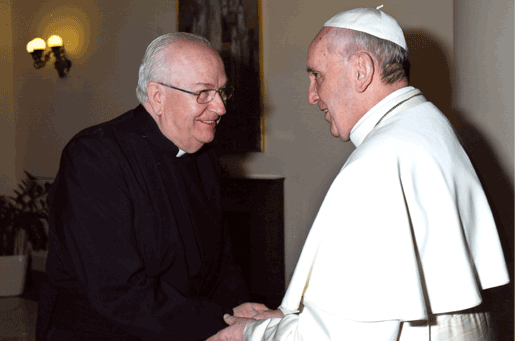
P. Fernando Vérgez, L.C. junto al papa Francisco (2013)

El 15 de octubre de 2013, el papa Francisco lo elevó a la dignidad episcopal, asignándole la sede titular de Villamagna di Proconsolare. Recibió la consagración episcopal el 15 de noviembre siguiente, en la Basílica de San Pedro del Vaticano, mediante la imposición de manos del propio pontífice, junto al cardenal Giuseppe Bertello, presidente de la Gobernación y de la Pontificia Comisión para el Estado de la Ciudad del Vaticano, y Brian Farrell, L.C., obispo titular de Abitina y secretario del Pontificio Consejo para la Promoción de la Unidad de los Cristianos, como co-consacrantes. 

En cuanto a ti, Fernando, hermano queridísimo, tantas cosas me vienen a la memoria en este momento. Elegido por el Señor, reflexiona que fuiste elegido entre los hombres y para los hombres. Fuiste constituido en las cosas que tienen que ver con Dios. El episcopado, en efecto, es el nombre de un servicio, no de un honor. (...) En este servicio, pienso, en aquel gran servicio de ternura y caridad que tú has prestado al cardenal Pironio. Estoy seguro que él está entre nosotros en este momento y se alegra. En nombre de la Iglesia te agradezco de nuevo. 

Servicio humilde y silencioso, un servicio de hijo y de hermano. También recuerdo con alegría la amistad con el cardenal Quarracino que te quería tanto. 
Y también hoy te confieso, al sentir estos cantos tan bellos, no puedo dejar de pensar en el canto de las hermanas Benedictinas de Victoria que en este momento siguen esta ceremonia. ¡Estás bien acompañado hoy!...
Homilía del papa Francisco. 15 de noviembre, Basílica de San Pedro.

Como lema episcopal eligió «Christus in vobis spes gloriæ», que traducido significa «Cristo es en vosotros la esperanza de la gloria» (Colosenses 1:27), el mismo lema del cardenal Eduardo Pironio.
El papa le encomendó la atención espiritual de los empleados del Vaticano, que hasta entonces había sido confiada al cardenal Angelo Comastri, vicario general para la Ciudad del Vaticano y arcipreste de la Basílica de San Pedro del Vaticano.
El 26 de noviembre de 2015, firmó en nombre de la Santa Sede, en el Palacio de la Gobernación, el Memorando de Entendimiento entre la Gobernación del Estado de la Ciudad del Vaticano y el Ministerio de Bienes,  Actividades Culturales y Turismo de la República Italiana, por el que se establece una cooperación mutua para proteger y valorizar el Centro Histórico de Roma, los bienes extraterritoriales de la Santa Sede en la ciudad y la Basílica de San Pablo Extramuros, incluida en la Lista del Patrimonio Mundial, estableciendo también un grupo de coordinación transfronterizo.
El 23 de enero de 2017, como director de telecomunicaciones, celebró la conferencia de presentación del nuevo sitio web de los Museos Vaticanos junto con Dario Edoardo Viganò y Barbara Jatta.
El 18 de junio de 2020, como miembro de la mesa interdicasterial de la Santa Sede sobre ecología, intervino durante la presentación del documento «En camino hacia el cuidado de la casa común - Cinco años después de Laudato si'». El 29 de septiembre siguiente, el Papa le nombró también miembro de la Comisión de Asuntos Reservados.
El 8 de septiembre de 2021, el papa Francisco lo nombró, con setenta y seis años, presidente de la Comisión Pontificia para el Estado de la Ciudad del Vaticano y de la Gobernación del Estado de la Ciudad del Vaticano, elevándolo al mismo tiempo a la dignidad de arzobispo a título personal; sucedió al cardenal Giuseppe Bertello, de setenta y nueve años. Comenzó oficialmente sus nuevas funciones el 1 de octubre del mismo año.

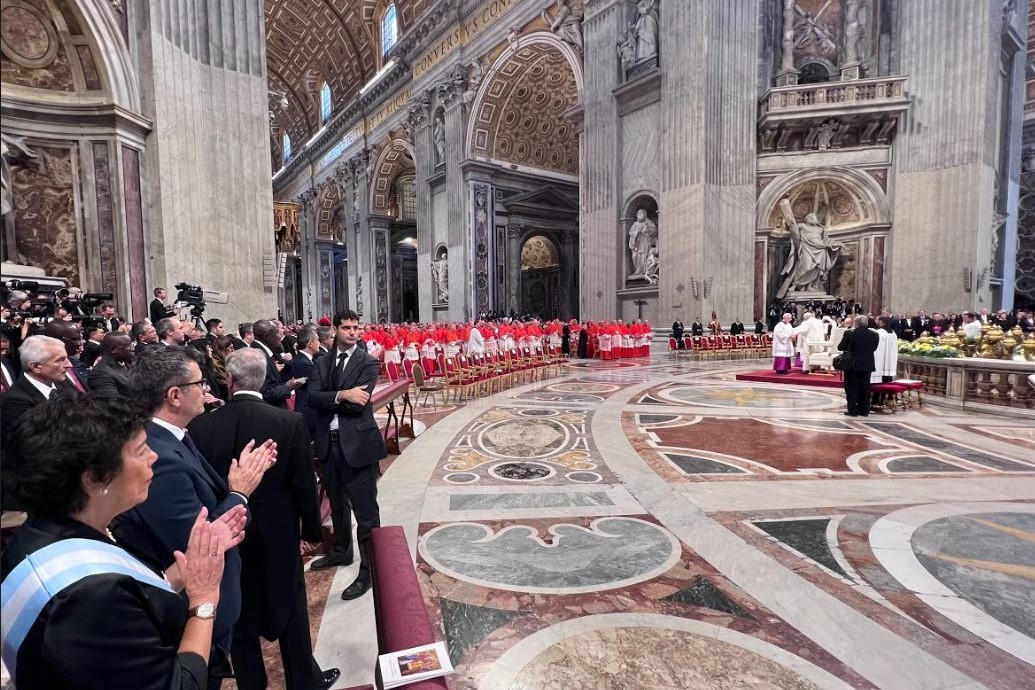
Ceremonia de creación cardenalicida de Mons. Fernando Vérgez, L.C. (2022)

El 29 de mayo de 2022, al final del Regina Caeli, el papa Francisco anunció su creación como cardenal; en el consistorio siguiente, el 27 de agosto, lo creó cardenal diácono de Santa María de las Mercedes y San Adriano en Villa Albani. El 29 de enero de 2023 tomó posesión del diaconado. 
El 21 de febrero de 2023 recibió la insignia de Bailío Gran Cruz de Honor y Devoción de la Orden de Malta.El 7 de marzo de 2023 fue confirmado como miembro del Consejo de Cardenales, usque ad octogesimum annum aetatis.